# Antirrealismo
Em filosofia, o termo antirrealismo é usado para descrever qualquer posição envolvendo ou a negação da realidade objetiva de entidades de um certo tipo ou a insistência de que devemos ser agnósticos sobre sua existência real. Deste modo, podemos falar de "antirrealismo" com respeito a outras mentes, o passado, o futuro, universais, entidades matemáticas tais como os números naturais, categorias morais, o mundo material, ou mesmo o pensamento.

## Origem do termo
O termo foi popularizado por Michael Dummett, o qual o introduziu no artigo "Realism" para reexaminar várias disputas filosóficas clássicas envolvendo doutrinas tais como o nominalismo, o realismo conceitual, o idealismo e o fenomenalismo. A novidade da abordagem de Dummett consiste em ver tais disputas como análogas à disputa entre intuicionismo e platonismo na filosofia da matemática.

## Filosofia da matemática
De acordo com os intuicionistas (antirrealistas com respeito a objetos matemáticos), a verdade de uma frase matemática consiste na nossa habilidade de prová-la. De acordo com os platonistas (realistas), a verdade de uma frase consiste em sua correspondência com a realidade objetiva. Assim, os intuicionistas estão prontos a aceitar uma frase da forma "P ou Q" como verdadeira apenas se pudermos provar P ou se pudermos provar Q: isto é chamado de propriedade disjuntiva. Em particular, não podemos em geral alegar que "P ou não P" (o princípio do terceiro excluído).
Dummett argumenta que a noção intuicionista de verdade repousa no fundo de várias formas clássicas de antirrealismo. Ele usa essa noção para reinterpretar o fenomenalismo, alegando que o mesmo não precisa tomar a forma de um reducionismo.

## Filosofia da ciência
Em filosofia da ciência, o anti-realismo aplica-se principalmente a afirmações sobre a não-realidade do "inobservável", entidades como elétrons, as quais não são detectáveis com nossos sentidos humanos normais mas são ainda assim consideradas reais. Ian Hacking segue tal definição. A posição antirrealista em filosofia da ciência frequentemente é chamada de instrumentalismo. Tal posição tem uma visão puramente funcionalista da existência de entidades inobserváveis ou apenas indiretamente observáveis: X existe apenas até onde funciona na teoria Y, e nada mais de útil pode ser dito sobre a mesma, ontologicamente.

## Arte
Em discussões de arte, incluindo artes visuais, design, poesia e música, antirrealismo e antirrealista podem ser usados em um dos sentidos filosóficos descritos acima, ou pode simplesmente ser usado em contraste com o realismo, em qualquer sentido desse termo. Assim, o surrealismo nas artes visuais é uma tendência "antirrealista", e os grupos de rock psicodélicos dos Estados Unidos, nos anos 1960, são "anti-realistas" etc. O termo pode não ser tão preciso, quando aplicado em arte, como quando aplicado a questões filosóficas.